# Archidiocèse de Palerme
L' archidiocèse de Palerme (en latin : Archidiœcesis Panormitana ; en italien : Arcidiocesi di Palermo) est un archidiocèse métropolitain de l'Église catholique d'Italie appartenant à la région ecclésiastique de Sicile.

## Territoire
Il est situé dans une partie de la ville métropolitaine de Palerme, les autres parties de cette ancienne province de Palerme sont partagées par l'éparchie de Piana degli Albanesi, les diocèses de Caltanissetta et de Cefalù et l'archidiocèse de Monreale, ces deux derniers étant ses suffragants tout comme les diocèses de Mazara del Vallo et Trapani. Son territoire comprend 1 366 km2 divisé en 178 paroisses regroupées en 6 archidiaconés.
L'évêché est à Palerme avec la cathédrale de l'Assomption où se trouvent les reliques de sainte Rosalie de Palerme, patronne de la Sicile ; le sanctuaire de sainte Rosalie (it) sur le mont Pellegrino, où elle a vécu dans une grotte, est un autre lieu de pèlerinage à la sainte.

## Histoire

Région ecclésiastique de Sicile
Archidiocèse de Palerme
Suffragants

Le diocèse est érigé au Ier siècle. Selon la tradition, le premier évêque est envoyé par saint Pierre. La première mention historique du siège de Palerme est dans une lettre du pape Léon Ier, datée de 442 ou 443 et adressée à l'évêque Pascasino du diocèse de Lilibeo (it). Lors de l'occupation arabe, il n'y a pas d'évêques de Palerme ; Au milieu du XIe siècle, Palerme est élevée au rang d'archidiocèse métropolitain. En 1049, le pape nomme  Humbert de Moyenmoutier comme archevêque mais les Normands ne l'autorisent pas à débarquer en Sicile. La succession épiscopale ne reprend qu'en 1065 avec l'archevêque Nicodème. En 1176, l'archidiocèse cède son territoire de Corleone à l'archidiocèse de Monreale.
Le 7 juillet 1775, à la demande de Ferdinand III de Sicile, le pape Pie VI unit aeque principaliter l'archidiocèse de Palerme avec celui de Monreale par le bref apostolique Apostolici suscepti. Cette union prend fin le 2 mars 1802 quand le pape Pie VII, par la bulle Imbecillitas humanae mentis, replace Monreale comme siège métropolitain indépendant. Le 26 octobre 1937, les paroisses byzantines sont cédées au profit de l'éparchie de Piana degli Albanesi.

## Sources
- (it) Cet article est partiellement ou en totalité issu de l’article de Wikipédia en italien intitulé « Arcidiocesi di Palermo » (voir la liste des auteurs).
- (en) Catholic Hierarchy